# P53遺伝子
p53遺伝子（ピー53いでんし）とは、一つ一つの細胞内でDNA修復や細胞増殖停止、アポトーシスなどの細胞増殖サイクルの抑制を制御する機能を持ち、細胞ががん化したときアポトーシスを起こさせるとされる。この遺伝子による機能が不全となるとがんが起こると考えられている、いわゆる癌抑制遺伝子の一つ。
p53のpはタンパク質（protein）、53は分子量53,000を意味し、その遺伝子産物であるp53タンパク質（以下単にp53）は393個のアミノ酸から構成されている。この遺伝子は進化的に保存されており、昆虫や軟体動物にも存在している。ただしそれらのアミノ酸一次配列はかなり多様化している。またパラログとしてp63やp73もある。RB遺伝子とともによく知られている。
細胞が、がん化するためには複数の癌遺伝子と癌抑制遺伝子の変化が必要らしいことが分かっているが、p53遺伝子は悪性腫瘍（癌）において最も高頻度に異常が認められている。p53は、細胞の恒常性の維持やアポトーシス誘導といった重要な役割を持つことから「ゲノムの守護者 (The Guardian of the genome)」とも表現されるが、染色体構造が変化する機構と、それらの細胞内での働き、そしてそれらが生物にとってどのように大切なのかについてはよくわかっていない。 

## 遺伝子座
ヒトのp53遺伝子は、第17番染色体短腕上（17p13.1）に存在する。

## 研究史
遺伝子産物であるp53は、1979年にアーノルド・J・レビンらによって、腫瘍ウイルスSV40の大型T抗原と結合するタンパク質として発見された。1989年には、レヴィンやバート・フォーゲルシュタインらによって、p53遺伝子が癌抑制遺伝子であることが証明され、脚光を浴びることになった。
また、ゾウのガン発生率はヒトよりも少ないことが知られているが、2015年10月に『米国医師会雑誌』に掲載された論文において、ゾウがp53をコードする遺伝子をヒトの19倍も多く持っていることが一因だとする研究成果が発表された。

一方、p53遺伝子は単に癌の抑制にのみ関与しているのではないことが示唆されている。2002年、Tynerらは通常のマウス（p53+/+）とp53が通常よりも活性化している変異マウス（p53+/m）を比較したところ、変異マウスでは癌の発生率は低かったものの組織の老化が早く寿命が短かったことを報告した。

## 機能
p53タンパク質は転写因子として働き、GADD45、PPM1D、MDM2、p21CIP1/WAF1、BAX、14-3-3δなど多くの遺伝子群の発現に関与し多彩な生理機能を持つ。
- 損傷を受けたDNAの修復タンパク質の活性化
- 細胞周期の制御
- DNAが修復不可能な損傷を受けた場合に、細胞の自殺であるアポトーシスを誘導

## 変異
半数以上の悪性腫瘍においてp53遺伝子の変異や欠失が認められる。変異の多くは点変異である。何らかの原因でp53遺伝子が損傷を受けると、細胞にアポトーシスが誘導されにくくなる。例えば、肺癌ではタバコに含まれるベンゾピレンという発癌物質によりp53遺伝子の変異が起こっている。また、肝細胞癌の原因の1つであるピーナッツに生えるカビが産生するアフラトキシンという物質は、p53遺伝子の249番目の塩基に点変異を多く引き起こす。
p53遺伝子の変異は抗p53抗体の出現と相関がみられる。日本では抗p53抗体測定検査は食道癌、大腸癌および乳癌が疑われる際に2007年11月より保険適用が認められた。

## 遺伝子治療
p53遺伝子の多彩な機能を利用して、癌の治療に応用しようとする試みがなされている。特によく研究がなされているのは、アデノウイルスなどのベクターを用いて癌細胞へp53遺伝子を導入する治療である。p53遺伝子に変異がある場合には、通常ではアポトーシスが起こるようなDNA障害が生じても細胞死が起こりにくい。このため、一般的にはp53遺伝子に変異を持つ癌では薬剤や放射線などの治療に抵抗性が存在する。遺伝子治療による癌細胞へのアポトーシスの誘導や、化学療法や放射線治療の効果の増強が期待されている。

## Li-Fraumeni症候群
Li-Fraumeni症候群（リ・フラウメニ症候群）は家系内に脳腫瘍、乳癌、白血病や肉腫などの様々な癌が多発する稀な遺伝疾患である。p53遺伝子の変異が原因で起こる。病名は発見者Frederick P. LiとJoseph F. Fraumeni, Jrに因む。